# Liohippelates flavibucca
Liohippelates flavibucca är en tvåvingeart som beskrevs av Oswald Duda 1930. Liohippelates flavibucca ingår i släktet Liohippelates och familjen fritflugor. Inga underarter finns listade i Catalogue of Life.